# لمرينات (لمرينات)
لمرينات هو دُوَّار يقع بجماعة عبو لكحل، إقليم فكيك، جهة الشرق في المملكة المغربية. ينتمي الدوّار لمشيخة لمرينات التي تضم 3 دواوير. يقدر عدد سكانه بـ 224 نسمة حسب الإحصاء الرسمي للسكان والسكنى لسنة 2004.

## روابط خارجية
- البوابة الوطنية للجماعات الترابية نسخة محفوظة 12 مارس 2018 على موقع واي باك مشين.
- المندوبية السامية للتخطيط